# Palacio de Congresos de Valencia
El Palacio de Congresos de Valencia es un edificio multi-funcional de la ciudad de Valencia, ubicado en la Avinguda de les Corts Valencianes está concebido para la realización de todo tipo de eventos y convenciones tanto de carácter nacional como internacional, especialmente grandes congresos y conferencias.
El edificio, diseñado por el arquitecto británico Norman Foster, fue inaugurado por los Reyes de España en 1998 y cuenta con 15.581 m², dotado de 3 auditorios o salas de conferencias, 9 salas de comisiones, y una sala de exposiciones de 1.077 m².

## Datos técnicos
El edificio es una obra arquitectónica emblemática, realizada por el célebre arquitecto Norman Foster. Fue especialmente diseñado para atraer turismo de negocios a la ciudad de València.
El equipamiento audiovisual es de última generación, apostando por tecnologías de vanguardia sin olvidar la sostenibilidad en todos los eventos que alberga.
El auditorio principal del edificio cuenta con una capacidad para 1.481 personas, y el resto de salas de conferencia cuentan con capacidad para 468 y 250 personas, alcanzando un aforo total de 2.250 participantes.
Aparte de las salas de comisiones y el área de exposiciones, el edificio también cuenta con varios salones multiusos, salas de comisión, salas VIP y de prensa, servicio de párking, y 7.000 m² de jardín.
La cubierta de 8.200 m² del edificio destaca por la presencia de láminas fotovoltaicas para produir electricidad y está sustentada por pilares de vidrio, piedra y alabastro, contando con una marquesina de 18 metros de altura.
En 2018 y 2010, el Palacio de Congresos de Valencia fue designado como el Mejor Palacio de Congresos del Mundo (World's Best Convention Centre) por la Asociación Internacional de Palacios de Congresos (AIPC), la cual aglutina a los 160 recintos principales del mundo.